# 四つ葉神社ウラ稼業 失恋保険〜告らせ屋〜
『四つ葉神社ウラ稼業 失恋保険〜告らせ屋〜』（よつばじんじゃウラかぎょう しつれんほけん〜こくらせや〜）は、2011年4月7日から6月30日まで読売テレビ制作・日本テレビ系列の木曜ミステリーシアター枠で、毎週木曜日23:58 - 翌0:38（JST）に放映されていたテレビドラマ。

## 概要
木曜ナイトドラマ枠に替わって新設された木曜ミステリーシアター枠の第1作。城田優は本作品が連続ドラマ初主演で、アーティスト・U名義で主題歌も担当する。福田沙紀は2011年1月期の『カルテット』（毎日放送）に続き、2クール連続で深夜枠の連続ドラマにレギュラー出演となる。城田優と福田沙紀は2010年10月期の『SPEC〜警視庁公安部公安第五課 未詳事件特別対策係事件簿〜』（TBS）以来の共演。
新聞のラテ欄などでは「失恋保険〜告らせ屋〜」と略されている。

## あらすじ
叶わぬ恋にお悩みならお任せ下さい。私どもがご提供させていただく失恋保険は、告白するあなたの勇気を後押しするものです。ただしご加入の際にはご注意を。決して知りたくはなかったご自身の深層心理…その闇が暴かれてしまうかもしれませんので。（オープニングナレーションより）
失恋した時に掛け金の10倍の保険金、あるいはその金額相当の癒しが与えられる掛け捨て型保険『失恋保険』。トラコの審査により加入が認められた加入者に課せられる条件は「指定された日時に告白すること」。ルークとマルは加入者の恋愛を成就させようと奔走する。

## 登場人物・キャスト

### 主要人物
香月 歩（かづき あゆむ）〔29〕 - 城田優
本作品の主人公。1981年12月26日生まれ。通称「ルーク」（由来は「歩く」が転じて「あ、るーく」→「ルーク」）。普段は聖桜大学で動物生態学の准教授を務め、夜は『失恋保険』の調査員として恋愛心理テクニックを駆使し、加入者の告白をサポートする。エール大学を首席で卒業後、アフリカのナイロビ国際大学で動物生態学のフィールドワークをしていたが、2年前の両親の事故死により優希と暮らすために瑠奈と別れ、答えを見つけたらアフリカに帰ることを約束し帰国。2千万人に一人の稀な血液型・ボンベイ型を持つため、第一中央病院で献血と称して自身の血を貯血している。『失恋保険』の調査員としての活動を「人間生態学」と呼び、「覗きにいこう、彼女（彼）の心の闇を」が口癖。『失恋保険』の仕事を手伝うのは自分の答えを見つけるまでの間だけだとトラコと約束していたが、その後も引き続き調査員を続けている。
丸山 円（まるやま まどか）〔20〕 - 福田沙紀
本作品のヒロイン。通称「マル」。四つ葉神社で巫女のアルバイトをする聖桜大学文学部の学生。『失恋保険』の調査員として、ルークと共に加入者に恋愛工作を行う。トラコには「おマル」と呼ばれ、よく言い合いをしている。生まれたばかりのころ、父親が失踪した過去を持ち、トラコが実の父親と知った上で、四つ葉神社のバイトに応募した。
戸倉 英太郎（とくら えいたろう）〔40〕 - 古田新太
四つ葉神社の宮司でゲイ。通称「トラコ」。『失恋保険』の元締め。ピザとコーラが好き。マルの実の父親で、2年前にマルの学費を稼ぐため『失恋保険』の仕事を始めた。オープニングナレーションも担当。

### 準レギュラー
梅吉（うめよし） - 鹿内大嗣（第1・4・6・8・11話）
ニコニコピザの宅配員。ルークに頼まれ、恋愛工作に加担することがある。
香月 優希（かづき ゆき）〔24〕 - 森カンナ（第6・7話）
ルークの妹。1987年6月22日生まれ。スタントチーム・ファイヤーアクションクラブのスタントマン。修吾に片想いし、第7話では『失恋保険』に加入するが、ルークが調査員だということは知らない。ルーク同様、ボンベイ型の血液型を持つ。
君原 瑠奈（きみはら るな）〔29〕 - 上木彩矢（第12・最終話）
ルークの元彼女。1981年9月10日生まれ。ナイロビ国際大学動物生態学部准教授で、アフリカで動物生態学のフィールドワークをしている。動物生態学の学会に出席するために帰国。ルークと別れた後も優希とは連絡を取り合っている。最終話で『失恋保険』に加入。
武田（たけだ） - 畠中洋（第2・7・10話）
第一中央病院の外科医。

### 聖桜大学動物生態学研究室の研究生
- 藤沢麻弥（第1・5・11話）
- 上田結（第1・5・11・12話）
- 寺川里奈（第1・5・11・12話）
- 住吉怜奈（第4話）
  - 彼氏を親友に取られたことをルークに相談するが、専門外だとあしらわれる。
- 山田隼（第5話）
- 浅野かや（第12話）

### ゲスト
太字は『失恋保険』の加入者。

#### 第1話
- 三崎 優子（みさき ゆうこ）〔23〕 - 谷村美月（幼少期：内田愛）

大沢運輸に勤務するOL。宗治に片想いしている。
- 垣内 宗治（かきうち むねはる） - 葛山信吾

優子が通う書道教室の講師。
- 古川（ふるかわ） - 吉居亜希子

宗治の書道教室を開講している泉台カルチャーセンターの事務員。
- 優子の母親 - 高瀬媛子
- 優子の義父 - 指宿豪。

#### 第2話
- 松田 広樹（まつだ ひろき）〔25〕 - 石黒英雄（幼少期：村山謙太）

常武広告に勤務するサラリーマン。
- 松田 久美子（まつだ くみこ） - 安めぐみ（少女期：西園みすず）

広樹の姉。死んだ両親の跡を継いで、ひまわり食堂を経営。泰助との結婚を控えている。
- 岩瀬 芳生（いわせ よしお） - 河合龍之介

広樹の高校時代の先輩。常武広告で勤務している。
- 泰助（たいすけ） - 小笹将継

久美子の婚約者。見合いで知り合う。
- 満千花(みちか) - 清水恵理

ひまわり食堂で働いている。
- 常武広告の社員 - 筒井俊作、左東広之

#### 第3話
- 志水千穂（しみず ちほ）〔22〕  - 佐津川愛美（幼少期：豊田留妃）

岡山県出身。幼なじみの馨に片想いしている。
- 長塚 馨（ながつか かおる） - 木村了（幼少期：佐藤詩音）

若手人気俳優。鳥取県出身だが、岡山県にも住んでいたことがあり、千穂とは幼なじみ。
- 高原（たかはら） - 佐藤一平

馨のマネージャー。
- 笠井（かさい） - カゴシマジロー

千穂の交際相手。
- 『刑事魂』先輩刑事役 - 工藤牧

#### 第4話
- 石田 さやか（いしだ さやか）〔26〕 - 村川絵梨

新北エージェンシーの第一営業部に勤務するOL。実家は蕎麦屋。得意先の娘である朋子とは、幼稚園の時からの幼なじみで、現在の会社には朋子の父の縁故で入社。2年前から祐真に片想いしている。
- 川村 祐真（かわむら ゆうま） - 田中幸太朗

さやか・朋子の同僚。朋子の元彼。
- 森下 朋子（もりした ともこ）〔26〕 - 岩佐真悠子

新北エージェンシーの専務の娘で、さやかの親友。半年前に祐真と付き合うが、すぐに別れる。
- 田中 幸雄（たなか ゆきお） - 金時むすこ

朋子がさやかに紹介した男性で、実家はうどん屋。
- 大川部長（おおかわぶちょう） - 藤岡大樹
- 新北エージェンシーの社員 - 黒部弘康

#### 第5話
- 水野 香菜恵（みずの かなえ） - 関めぐみ

創文芸出版文芸編集部の編集者。自身が担当している和也に片想いしている。
- 藤澤 和也（ふじさわ かずや） - 渡部豪太

作家。里佳子との思い出を基に執筆した小説『永遠の彼方』がベストセラーになる。愛犬に事故死した里佳子の名前をつけている。
- 川上 里佳子（かわかみ りかこ） - 早織

和也の恋人。2年前に留学先の中国で列車事故に巻き込まれて亡くなる。
- 編集長 - 井之上隆志
- 編集者 - 野々目良子
- リポーター - 若林秀俊

#### 第6話
- 久住 遥（くずみ はるか）〔25〕 - 杏さゆり

1年前にバイクスタントのイベントで事故に巻き込まれ、車椅子生活を送っている。
- 柏田 敏明（かしわだ としあき） - 小林且弥

ファイヤーアクションクラブの元スタントマンで、事故の加害者。事故後、スタントマンを辞め、スズキ自動車で整備工をしながら遥の世話をしている。
- 樫山市立中央病院の医師 - 久松信美

#### 第7話
- 森 修吾（もり しゅうご） - 原田龍二

ファイヤーアクションクラブのリーダー。渡米を控えている。
- 『刑事魂』監督 - 日高勝郎
- 『刑事魂』AD - 中村隆太
- 『刑事魂』女性刑事役 - 岩永ゆい
- 『刑事魂』刑事役 - 石崎チャベ太郎
- 第一中央病院の看護師 - 本間理紗
- ファイヤーアクションクラブのスタントマン - 針ヶ谷乙樹

#### 第8話
- 北村 真理（きたむら まり）〔24〕 - 三津谷葉子

栄稜エージェンシーで勤務する派遣OL。父親は10歳の時に病死。男性と交際するたびに不吉なことが起こり、交際中の誠と破局寸前。
- 二ノ宮 誠（にのみや まこと） - 山崎裕太

真理の同僚で恋人。限定品に目がない。
- 照井 隆行（てるい たかゆき）〔24〕 - 中谷竜

警備員。真理の小学生時代の同級生。
- 北村 佐知子（きたむら さちこ） - 山口いづみ

真理の母親。カフェ・マリーを経営。
- 化粧品の販売員 - 近野衣里

幸運の口紅を街頭販売している。
- 学生 - 田中啓太、宮崎健実、橋本禎之

真理目当てで来店しているカフェ・マリーの常連客。

#### 第9話
- 沢井 樹（さわい いつき）〔35〕 - 吉田羊

フリーリポーター。元南北テレビニュースキャスター。
- 高原 清悟（たかはら せいご）〔20〕 - 桐山漣

CS放送でADのバイトをする大学生。
- 高原 孝明（たかはら たかあき）〔47〕 - 美木良介

清悟の父親。南北テレビ報道局長。樹が担当したニュース番組の元プロデューサーで、かつては不倫関係だった。
- 松本（まつもと） - 阿南健治

CS放送のディレクター。
- 杉谷（すぎたに） - 山崎画大

CS放送のカメラマン。
- 島崎組組長 - 岡田正典
- 島崎組組員 - 大沢直樹、池田晃
- 大学生 - 矢橋秀浩、竹内友哉、房みどり、水谷幸恵

#### 第10話
- 木下 翔（きのした しょう）〔25〕 - 瀬戸康史（友情出演）

第一中央病院で働く研修医。幼いころに両親に捨てられ、施設で育った。
- 小峯 諒子（こみね りょうこ） - 西田奈津美

末期の肝不全で余命3ヶ月。移植手術に向かう途中に両親が事故死したショックで生きることに絶望し、臓器移植を拒んでいる。
- 闇金の取り立て屋 - 原圭介、外川貴博
- 第一中央病院の看護師 - 斉藤薫、羽野敦子
- 栄明総合病院の医師 - 小林徹

#### 第11話
- 川路 恵里奈（かわじ えりな）〔25〕 - 前田亜季

派遣のOL。拓実と交際中。バツイチで一人娘の奈々がいる。
- 古沢 拓実（ふるさわ たくみ） - 渡辺大

恵里奈の派遣先の社員。恵里奈と交際中。
- 川路 奈々（かわじ なな）〔5〕 - 信太真妃

恵里奈の娘。

#### 第12話
- 木村 舞子（きむら まいこ）〔23〕 - 南沢奈央

鈴下物流倉庫で働くOL。圭介に想いを寄せている。
- 村尾 圭介（むらお けいすけ）〔30〕 - 郭智博

半年前に結婚詐欺に遭い、その女性と組んでいた男を殺し、逃走している。
- 刑事 - 佐藤裕、鈴木彰人
- 組織の男 - 歌田裕一
- 結婚詐欺の女 - 吉田エマ

#### 最終話
- 鈴永 尊（すずなが たける）〔37〕 - 山崎樹範

獣医。アフリカで野生動物保護のボランティアをしていたが、3ヶ月前に亡くなった父親の遺言に従い、実家の動物病院を継ぐために帰国。
- 北原 洋一（きたはら よういち） - 犬飼若博

鈴永動物病院の事務長。尊を青山総合病院に無理矢理検査入院させる。
- 石川 忠彦（いしかわ ただひこ） - 伊藤力

青山総合病院の内科医。
- 『失恋保険』加入希望者 - 高橋奈津季
- ストリートミュージシャン - 海老沼“NOBU”伸行

## スタッフ
- 脚本：山崎淳也、真柴あずき、荒井修子、岩村匡子、高橋悠也
- 音楽：P.P.M（白石めぐみ）
- 演出：大久保智己、千葉行利、国本雅広、竹網裕博、坂本栄隆、爲川裕之
- チーフプロデューサー：堀口良則
- プロデューサー：竹網裕博、千葉行利・宮川晶（ケイファクトリー）
- 制作協力：ケイファクトリー
- 制作著作：読売テレビ

## 主題歌
- U「U」（avex trax）

## 放送リスト
| 話数       | 放送日                     | サブタイトル                               | 脚本       | 演出       |
| ---------- | -------------------------- | ------------------------------------------ | ---------- | ---------- |
| case:1     | 2011年4月07・8日（金曜日） | フラれ体質の解消法                         | 山崎淳也   | 大久保智己 |
| case:2     | 4月14日                    | 禁断のボーイズラブ… 心のブレーキのはずし方 | 真柴あずき | 大久保智己 |
| case:3     | 4月21日                    | 初恋の危険な嘘                             | 山崎淳也   | 千葉行利   |
| case:4     | 4月28日                    | 略奪愛 〜親友の元カレに告白〜              | 山崎淳也   | 千葉行利   |
| case:5     | 5月05日                    | 共生 〜ライバルは死んだ恋人                | 真柴あずき | 国本雅広   |
| case:6     | 5月12日                    | 加害者への片想いは、復讐の香り             | 山崎淳也   | 大久保智己 |
| case:7     | 5月19日                    | 宿命 〜血が引き裂く恋                      | 山崎淳也   | 大久保智己 |
| case:8     | 5月26日                    | 悪霊が邪魔する最後の恋                     | 荒井修子   | 爲川裕之   |
| case:9     | 6月03日（金曜日）          | 15歳差の恋に潜む罠                         | 岩村匡子   | 竹網裕博   |
| case:10    | 6月09日                    | 余命3ヶ月の恋                              | 高橋悠也   | 坂本栄隆   |
| case:11    | 6月16日                    | バツイチOL最後の賭け                       | 山崎淳也   | 爲川裕之   |
| case:12    | 6月23日                    | 告白相手は殺人犯                           | 山崎淳也   | 竹網裕博   |
| case:FINAL | 2011年6月30日              | 二つの答え… 最後の告白                     | 山崎淳也   | 大久保智己 |

- case：1は、2011年4月7日に本ドラマの前座番組『NEWS ZERO』を放送中だった23:32ごろに発生した宮城県沖地震に関するNNN報道特別番組の第1部を 8日0:00 - 0:30（日テレNEWS24でも同時ネット）に放送したため、23:58 - 翌0:00（ステブレ）・8日0:30 - 1:08（本編）に分割して放送（本編は実質30分繰り下げで放送した）。その後、NNN報道特別番組の第2部・第3部を、それぞれ1:08 - 1:18・3:00 - 4:00に放送した（後者は日テレNEWS24でも同時ネット）。加えてこの地震により東北電力管内で停電が発生したことから東北地方と新潟県では1週間以内に当該回の再放送を行った。
- case：9は前座番組『NEWS ZERO』が日テレ系ecoウィークで放送時間を10分延長したため、10分遅れ（3日0:08開始）。